# Príncipe rojo
La expresión príncipe rojo o hijo de príncipe, designa a los descendientes de los altos dirigentes del Partido Comunista Chino (PCC), que acceden a los poderes políticos, económicos y militares en China. No se trata de un partido político sino de una organización informal como la Camarilla de Shanghái o la Facción Qinghua.
Xi Jinping, secretario general del PCC desde noviembre de 2012 es el más representativo de esa facción de los príncipes rojos.

## Explicación
Los niños de «familias rojas», es decir de familias de la nomenclatura comunista, disfrutan de facilidades políticas. Por lo tanto, su ascenso dentro del Partido Comunista Chino se acelera con el guanxi o red. La expresión, los príncipes rojos, designa a los hijos, en sentido amplio, de los altos dignatarios del PCC: sus hijos, sus hijas, pero también los «yernos, nueras, hijos o hijas adoptivas».
Los descendientes de los dirigentes del PCC, después de haber tomado el poder político y económico de China, han asistido las mismas escuelas, se casan entre sí y tienen las mayores fortunas de Asia. Representarían casi un tercio de la clase política en China. Además, muchos hijos de líderes del Partido Comunista Chino estudian en la Universidad de Harvard o en las principales universidades estadounidenses y occidentales.
Entre los siete miembros del nuevo Comité Permanente de la Asamblea Popular Nacional, cuatro son príncipes rojos de los cuales Xi Jinping, presidente de China desde marzo de 2013, se presenta como líder de la facción de los príncipes rojos, se opone a la facción de la Liga de la Juventud, cuyo líder fue el expresidente chino, Hu Jintao.
Además, los príncipes rojos son cercanos a la facción de Shanghái encabezada por el expresidente Jiang Zemin.